# Acetona
L'acetona o propanona és un compost orgànic que té la fórmula (CH₃)₂CO. que correspon a la cetona més simple, que es troba naturalment en el medi ambient. És un líquid incolor d'una olor característica. S'evapora fàcilment, és inflamable i és soluble en aigua.
L'acetona sintetitzada s'usa en la fabricació de plàstics, fibres, medicaments i altres productes químics, així com dissolvent d'altres substàncies químiques, especialment utilitzat amb greixos, ceres i resines.
El 2010 es van produir uns 6,7 milions de tones a tot el món, principalment per al seu ús com a dissolvent i la producció de Metil metacrilat (i a partir d'aquest polimetilmetacrilat) així com de bisfenol A.

## Nomenclatura
La nomenclatura de l'acetona segons la IUPAC és propanona. I la nomenclatura comuna és dimetil cetona. Són errònies les denominacions 2-propanona i propan-2-ona pel lloc en el qual es troba la cetona (CO).
Abans del nom d′"acetona" donat per Antoine Bussy, va ser cridat "mesit" (del grec μεσίτης, que significa mediador) per Carl Reichenbach qui també va afirmar que l'alcohol metílic consistia en messit i alcohol etílic. Els noms derivats de mesit inclouen mesitilè i òxid de mesitil, que es van sintetitzar per primera vegada a partir d'acetona.
A diferència de molts compostos amb el prefix acet- que té una cadena de 2 carbonis, l'acetona té una cadena de 3 carbonis que ha causat confusió ja que no pot haver-hi una cetona amb 2 carbonis. El prefix es refereix a la relació de l'acetona amb el vinagre (acetum a llatí, també la font de les paraules "àcid" i "acètic"), en lloc de la seva estructura química.

## Història
L'acetona va ser produïda per primera vegada per Andreas Libavius en 1606 per destil·lació d'acetat de plom (II).
En 1832, el químic francès Jean-Baptiste Dumas i el químic alemany Justus von Liebig van determinar la fórmula empírica de l'acetona.  En 1833, els químics francesos Antoine Bussy i Michel Chevreul van decidir nomenar l'acetona afegint el sufix -ona a l'arrel de l'àcid corresponent (és a dir, àcid acètic) simplement com un producte preparat de manera similar del que llavors es va confondre amb l'àcid margàric es va denominar margarona.  El 1852, el químic anglès Alexander William Williamson es va adonar que l'acetona era metil acetil; a l'any següent, el químic francès Charles Frédéric Gerhardt va estar d'acord.  En 1865, el químic alemany August Kekulé va publicar la fórmula estructural moderna de l'acetona. Johann Josef Loschmidt havia presentat l'estructura de l'acetona el 1861, però el seu fulletó publicat de forma privada va rebre poca atenció. Durant la Primera Guerra Mundial, Chaim Weizmann va desenvolupar el procés per a la producció industrial d'acetona (Procés Weizmann).

## Propietats químiques

### Tautomerisme ceto/enol
Com la majoria de les cetones, l'acetona presenta la tautomeria enol en què l'estructura nominal keto (CH3)2C=O de l'acetona està en equilibri amb l'isòmer enol (CH3)C(OH)=(CH2) (prop-1-en-2-ol). Al vapor d'acetona a temperatura ambient, només el 2,4×10−7% de les molècules estan a la forma enol.

### Condensació aldol
En presència de catalitzadors adequats, dues molècules d'acetona també es combinen per formar el compost alcohol de diacetona (CH3)C=O(CH2)C(OH)(CH3)2, que en deshidratar-se dóna Isopropiliden acetona. (CH3)C=O(CH)=C(CH3)2. Aquest producte pot combinar-se a més amb una altra molècula d'acetona, amb pèrdua d'una altra molècula d'aigua, donant forona i altres compostos.

### Polimerització
Cal esperar que l'acetona també formi polímers i (possiblement cíclics) oligòmers de dos tipus. En un tipus, les unitats podrien ser molècules d'acetona unides per ponts d'èter −O− derivats de l'obertura del doble enllaç, per donar una cadena semblant a policetals (PKA) [−O−C(CH3)2−]n.. L'altre tipus podria obtenir-se mitjançant condensació aldòlica repetida, amb una molècula d'aigua eliminada a cada pas, donant lloc a una cadena de poli(metilacetilè) (PMA) [−CH=C(CH3)−]n..

#### PKA tipus
La conversió de l'acetona en un policetal (PKA) seria anàloga a la formació de formaformaldehid a partir de formol, i de tritioacetona a partir de tioacetona. El 1960, els químics soviètics van observar que la termodinàmica d'aquest procés és desfavorable per a l'acetona líquida, per la qual cosa no s'espera que (a diferència de la tioacetona i el formol) es polimeritzi espontàniament, ni tan sols amb catalitzadors. Tot i això, van observar que la termodinàmica es tornava favorable per a l'acetona sòlida cristal·lina en el punt de fusió (-96 °C). Van afirmar haver obtingut aquest polímer (un sòlid elàstic blanc, soluble en acetona, estable durant diverses hores a temperatura ambient) dipositant vapor d'acetona, amb una mica de magnesi com a catalitzador, sobre una superfície frígida.
El 1962, Wasaburo Kawai va informar de la síntesi d'un producte similar, a partir d'acetona líquida refredada a -70 a -78°C, utilitzant N-butil-liti o trietilalumini com a catalitzadors. Va afirmar que l'espectre d'absorció infraroig va mostrar la presència d'enllaços sO− però cap grup C=O. Tot i això, altres investigadors van obtenir posteriorment resultats contradictoris.

Estructura d'un possible polímer d'acetona

#### PMA tipus
Els polímers tipus PMA d'acetona serien equivalents al producte de polimerització de propina, excepte per un grup ceto terminal.

## Química Industrial

### Processos de fabricació
La síntesi a escala industrial de l'acetona es realitza majoritàriament (90% de la capacitat als EUA) segons el procés catalític d'hidròlisi en mig àcid de l'hidroperòxid de cumè, que permet també l'obtenció de fenol com a coproducte, en una relació en pes de 0,61:1
Un segon mètode d'obtenció (6% de la capacitat dels EUA el 1995) és la deshidrogenització catalítica de l'alcohol isopropílic.
Altres vies de síntesi d'acetona:
- Biofermentació
- Oxidació de polipropilè
- Oxidació de diisopropilbenzè

### Producció

#### EUA
Als EUA, el 90% de la producció d'acetona manufacturada es realitza mitjançant el procés de peroxidació de cumè amb una capacitat que va aconseguir el 2002 els 1,839 milions de tones. El 2002 la capacitat es repartia en 11 plantes de fabricació pertanyents a 8 companyies:
Milers de tones:
- Sunoco (Frankford, Haverhill) 576
- Shell (Deer Park-Texas) 324
- Ineos Phenol (Theodore-Alabama) 274
- Dow (Freeport, Institute) 256
- MVPPP (Mount Vernon) 195
- Geòrgia Gulf (Pasadena, Plaquemine) 181
- JLM Chemicals (Blue Island) 25
- Goodyear Llenci and Rubber (Bayport) 7

Total 1,839 milions de tones

#### Espanya
Segons el directori FEIQUE, directori d'empreses de comercialització i fabricació d'acetona a Espanya de la Federació empresarial de la indústria química espanyola (FEIQUE), 5 companyies es dediquen a Espanya a la fabricació industrial d'acetona:
- Ertisa (Grup Cepsa) (La Rábida,Pals de la Frontera, Huelva)
- Química Farmacèutica Bayer, S.A.
- Rhodia Iberia S.A.
- Cor Química S.L. (Valdemoro, Madrid)
- Quality Chemicals S.L. (Esparreguera, Barcelona)

## Aplicacions industrials i demanda

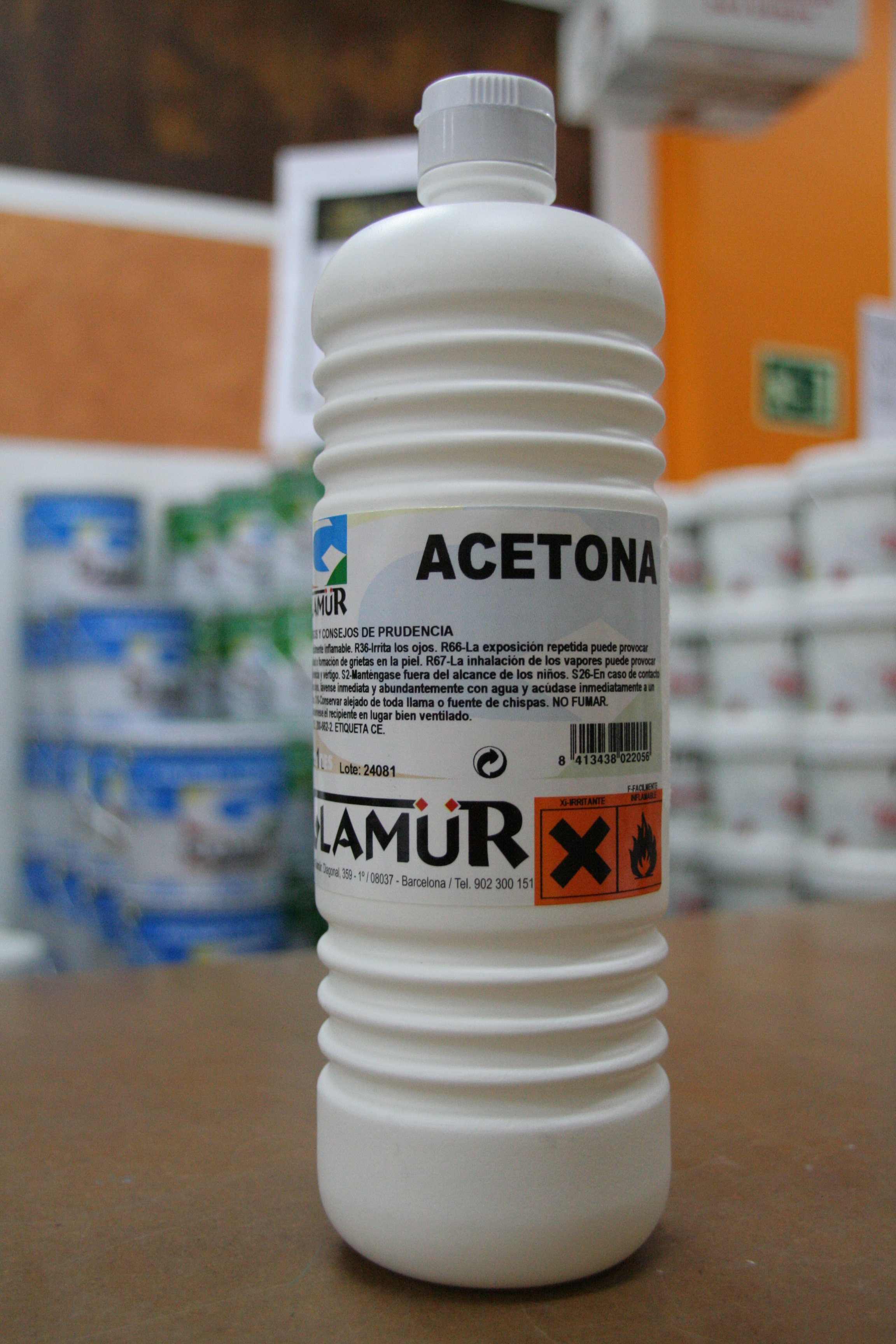
Acetona industrial

El repartiment de les aplicacions de l'ús d'acetona als EUA es trobava el 2002 en els següents segments:
- Cianohidrina acetona per a Metil metacrilat (MMA) 42%
- Bisfenol A 24%
- Dissolvents 17%
- Derivats de l'Aldol (MIBK i MIBC) 13%
- Diversos 4%

L'aplicació més important de l'acetona es troba en la fabricació de Metil metacrilat (MMA), mercat que experimenta una demanda creixent (3% anual) des del 2002 per l'increment en els usos del Polimetilmetacrilat (PMMA), un material antifragmentació alternatiu al vidre en la indústria de la construcció.
La demanda de Bisfenol-A i de resines de policarbonat s'ha duplicat durant la dècada dels 1990, convertint-se en la segona aplicació important de l'acetona (7% increment anual), demandada per la indústria de l'automòbil i de microelectrònica (fabricació de discos CD i DVD).
La demanda d'acetona és un indicador del creixement econòmic de cada regió, ja que depèn directament de la marxa de les indústries de l'automòbil, construcció i microelectrònica. Així entre el 2000-2001 la demanda va minvar un 9% mentre que en el 2002 va apuntar una recuperació com a resultat del ressorgiment econòmic nord-americà.
Als EUA la demanda interna el 2002 va ser de 1,188 milions de tones, amb un creixement mitjà en el període 1997-2002 del 0,9%. El 2006 la demanda prevista era de 1,313 milions de tones.

## Estat al medi ambient
Es troba en forma natural en plantes, arbres i en les emissions de gasos volcànics o d'incendis forestals, i com a producte de degradació dels greixos corporals. També es troba present als gasos de tubs d'escapament d'automòbils, al fum de tabac i als abocadors. Els processos industrials aporten una major quantitat d'acetona al medi ambient que els processos naturals.

## Metabolisme
L'acetona es forma a la sang quan l'organisme utilitza greix en comptes de glucosa com font d'energia. Si es forma acetona, això sovint indica que les cèl·lules manquen de suficient insulina o que no poden utilitzar-la a la sang per a convertir glucosa en energia. L'acetona segueix el seu curs corporal fins a arribar a l'orina. L'alè de persones que tenen gran quantitat d'acetona en l'organisme exhala olor de fruita i de vegades se l'anomena "alè d'acetona".

## Riscos per a la salut
Si una persona s'exposa a l'acetona, aquesta passa a la sang i és transportada a tots els òrgans en el cos. Si la quantitat és petita, el fetge la degrada a compostos que no són perjudicials que s'usen per a produir energia per a les funcions de l'organisme. No obstant això, respirar nivells moderats o alts d'acetona per períodes breus pot causar irritació del nas, la gola, els pulmons i els ulls; mals de cap; mareig; confusió; acceleració del pols; efectes a la sang; nàusees; vòmits; pèrdua del coneixement. A més, pot causar un escurçament del cicle menstrual a les dones.
Empassar-se nivells molt alts d'acetona pot produir pèrdua del coneixement i dany a la mucosa bucal. El contacte amb la pell pot causar irritació i mal a la pell.
L'olor de l'acetona i la irritació respiratòria o la sensació en els ulls que tenen lloc quan hom està exposat a nivells moderats d'acetona són bons senyals d'advertiment que poden ajudar a evitar respirar nivells perjudicials d'acetona.
Els efectes d'exposicions perllongades sobre la salut es coneixen principalment a causa d'estudis en animals. Les exposicions perllongades en animals van produir mal al ronyó, el fetge i al sistema nerviós, augment en la taxa de defectes de naixement, i reducció de la capacitat d'animals mascles per a reproduir-se. No se sap si aquests mateixos efectes poden tenir lloc en éssers humans.